# Hiszpański dwór królewski w Valladolid (1601–1606)

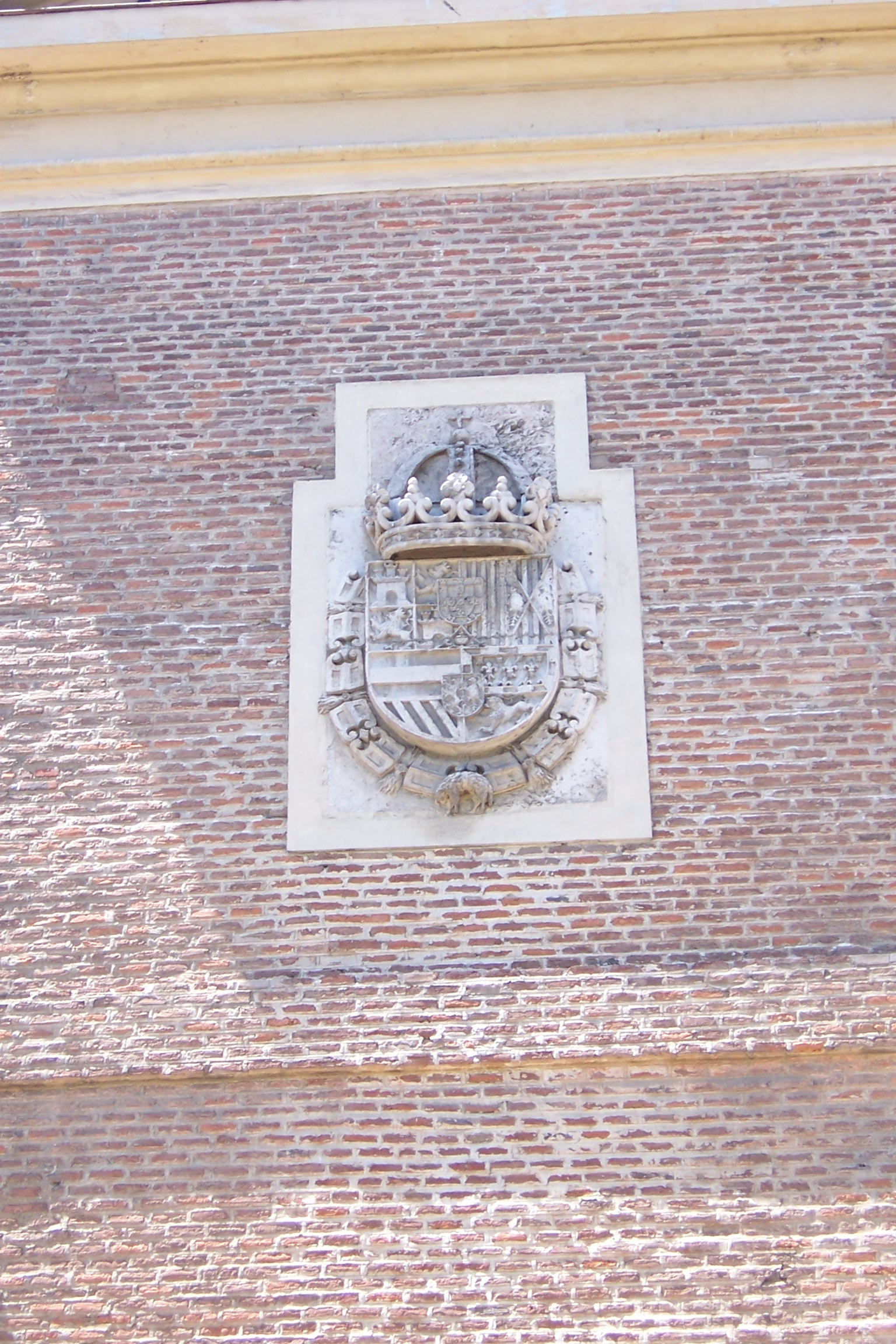
Kartusz herbowy króla Filipa III na fasadzie klasztoru Descalzas Reales w Valladolid.

Hiszpański dwór królewski w Valladolid (1601-1606) to jeden z przykładów na to, jak Francisco Gómez de Sandoval y Rojas, książę Lerma, wpływał na decyzje podejmowane przez króla Filipa III. Przenosiny dworu były od początku do końca pomysłem Lermy, podobnie jak powrót króla i jego świty do Madrytu po pięciu latach.

## Przyczyny przenosin
Domniema się, że za kulisami przeprowadzki króla do Valladolid stały dwie przyczyny. Po pierwsze, zabiegi władz miasta, wsparte zapewne konkretnymi propozycjami finansowymi, co przy nieustannych kłopotach królewskiego skarbca w tej epoce było bez wątpienia argumentem wartym rozwagi.
Znacznie istotniejsze było jednak to, że książę Lerma, faworyt Filipa III, chciał mieć na króla całkowity wpływ, niezakłócony przez innych. Szczególnie ważnym przeciwnikiem była cesarzowa Maria, wdowa po Maksymilianie II, córka Karola I i babcia Filipa III, która mieszkała w Madrycie (w klasztorze Descalzas Reales jako mniszka) od 1581 r. Lermie udało się więc przekonać króla do przenosin, dzięki czemu odsunął go od wrogich sobie dworzan.
O tym, że przeprowadzka była zaplanowana przez samego Lermę, świadczy fakt, że już sześć miesięcy przed tą operacją książę rozpoczął skupywanie nieruchomości w Valladolid – operację, która miała mu później zapewnić spore zyski. Ostatecznie przenosiny nastąpiły 9 lutego 1601 r.

## Valladolid na początku XVII w.

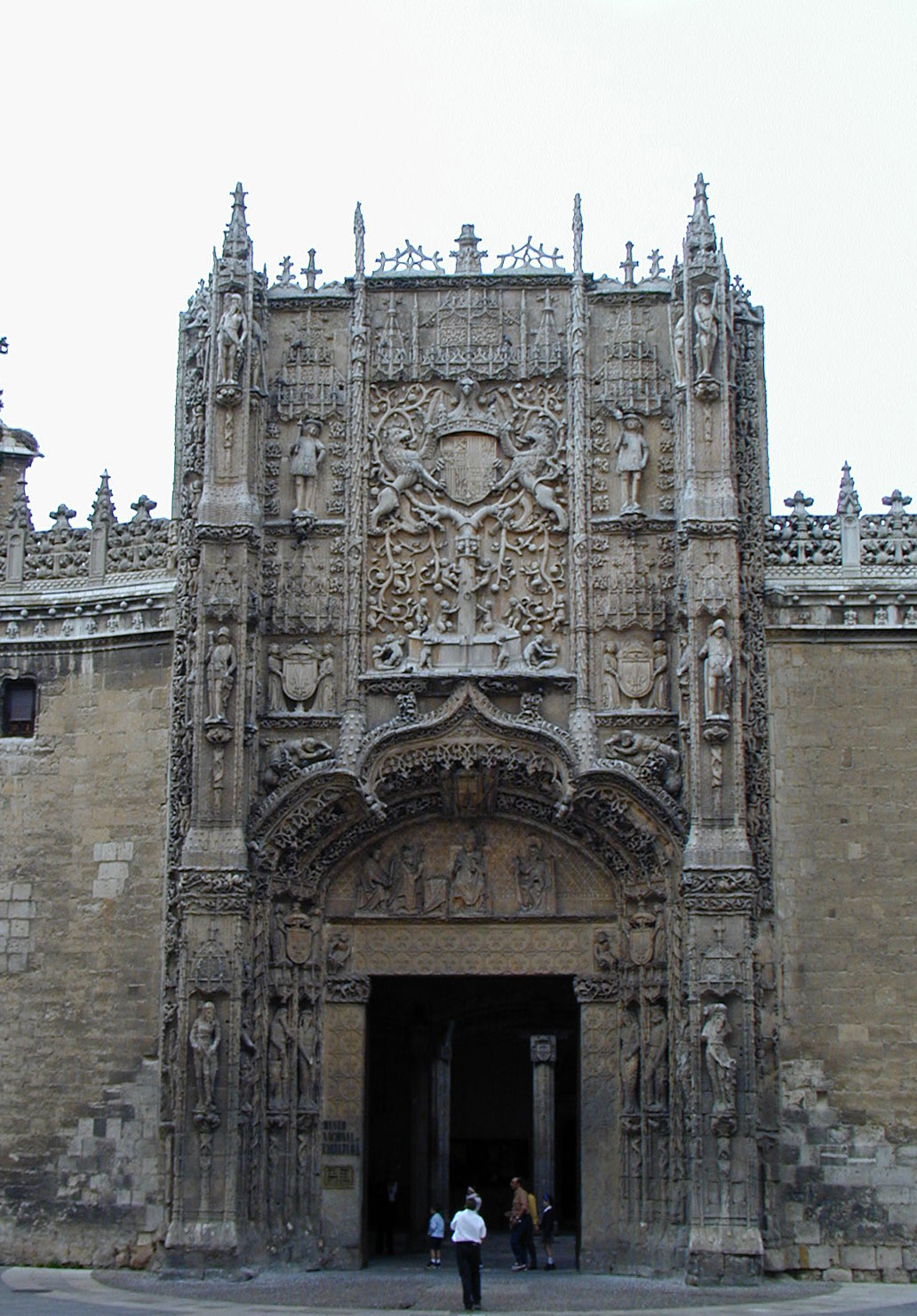
Kolegium św. Grzegorza (Colegio de San Gregorio) uniwersytetu w Valladolid.

Miasto nad Pisuergą liczyło podówczas ok. 80 tys. mieszkańców zasiedlających 15 tys. domostw. Średnie europejskie miasto z przełomu XVI i XVII wieku liczyło między 10 a 15 tys. mieszkańców, widać więc wyraźnie, że Valladolid było – jak na swoje czasy – sporą metropolią. Zresztą od XV w. służyło jako jedna z rezydencji królewskich, było centralnym ośrodkiem północnej Mesety, stąd też wywodziło się wielu średniowiecznych władców Kastylii.
Jeszcze przed przyjazdem dworu miasto przestało się mieścić w granicach wyznaczonych przez średniowieczne mury miejskie. Ulokowanie w Valladolid ośrodka decyzyjnego największego państwa na świecie oznaczało zaś przyjazd setek nowych mieszkańców – dworzan, dyplomatów, przedsiębiorców, bankierów, artystów i innych. Za królem przyjechali do Valladolid m.in. Francisco de Quevedo, Luis de Góngora y Argote, a nawet Miguel de Cervantes, który mieszkał tu przez trzy lata w wystawnym domu, w którym dziś mieści się jego muzeum.

## Powrót do Madrytu

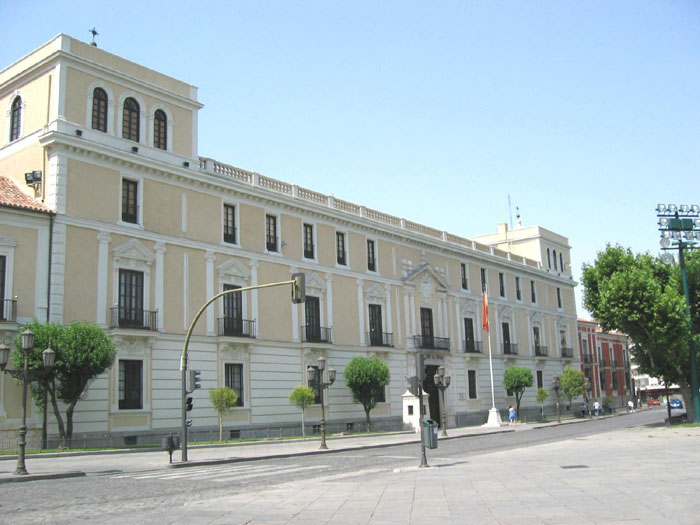
Pałac królewski (Palacio Real) w Valladolid. Zbudowany w 1526 r. przez architekta Luisa de Vega, został w 1600 r. zakupiony przez Lermę i zaadaptowany na pałac królewski.

W 1603 r. w Madrycie zmarła cesarzowa Maria, co dla Lermy było ważnym sygnałem, że teraz już nikt nie przeszkodzi mu w kierowaniu postępowaniem króla. Od tego momentu madrycki magistrat czynił starania, by sprowadzić dwór z powrotem do siebie. Udało się to w 1606 r. – 30 stycznia podjęto decyzję o powrocie, decyzję, która kosztowała madrytczyków 250 tys. dukatów, płatnych w ratach przez następnych 10 lat. Pieniądze uzyskane z tej transakcji przeznaczono m.in. na wyposażenie pomieszczeń królowej w madryckim alkazarze.
Na całej tej operacji najlepiej wyszedł sam Lerma, który pół roku przed powrotem do Madrytu odsprzedał królowi Huerta de la Ribera za sumę 30 milionów maravedíes, czyli niecałe 900 tys. reali. Od tego czasu miejsce to nosi nazwę Huerta del Rey (hiszp. Sad Królewski).

## Zabytki Valladolid z czasów gdy miasto pełniło funkcję stolicy

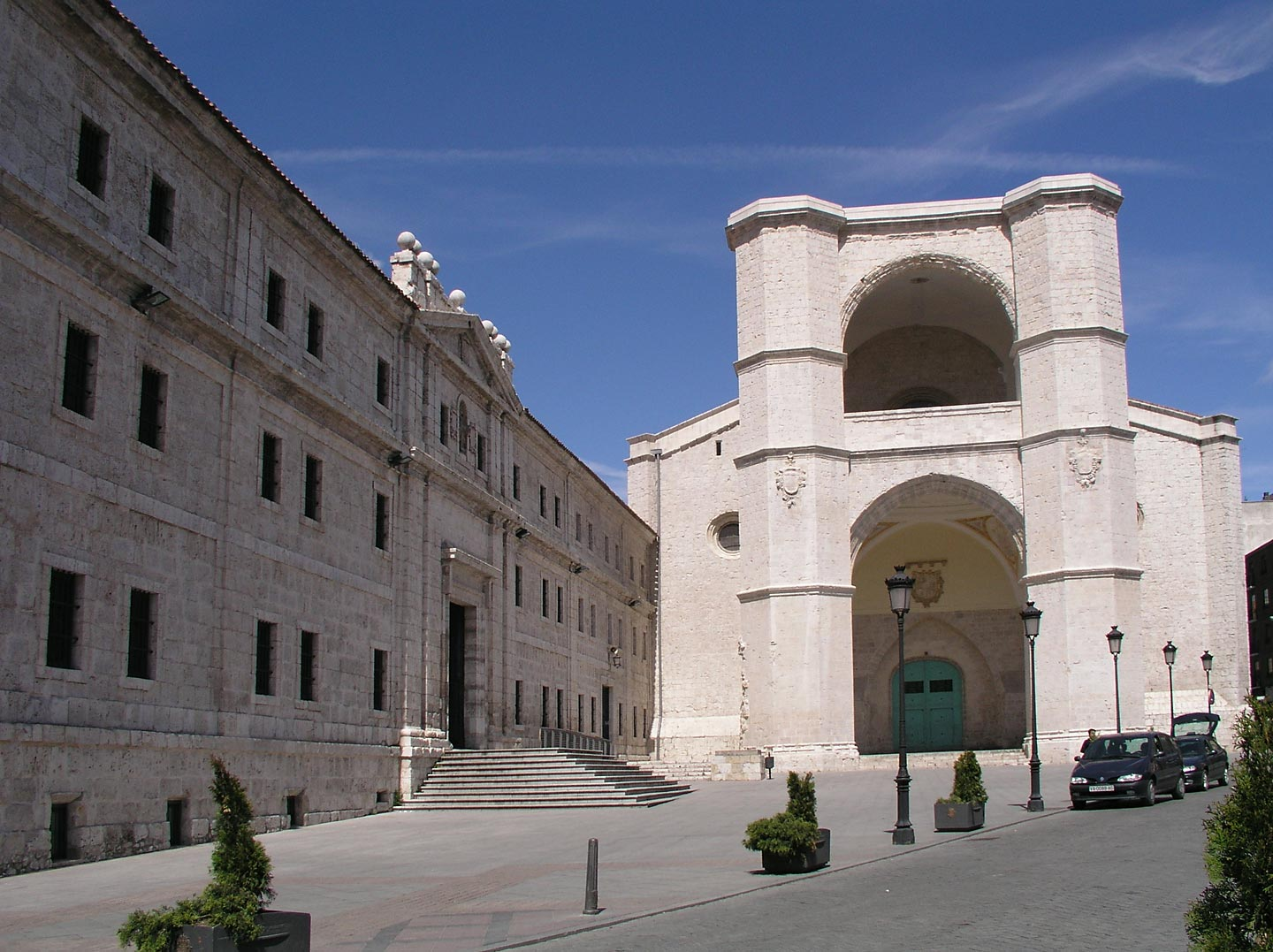
Królewski kościół i klasztor św. Benedykta (San Benito el Real).
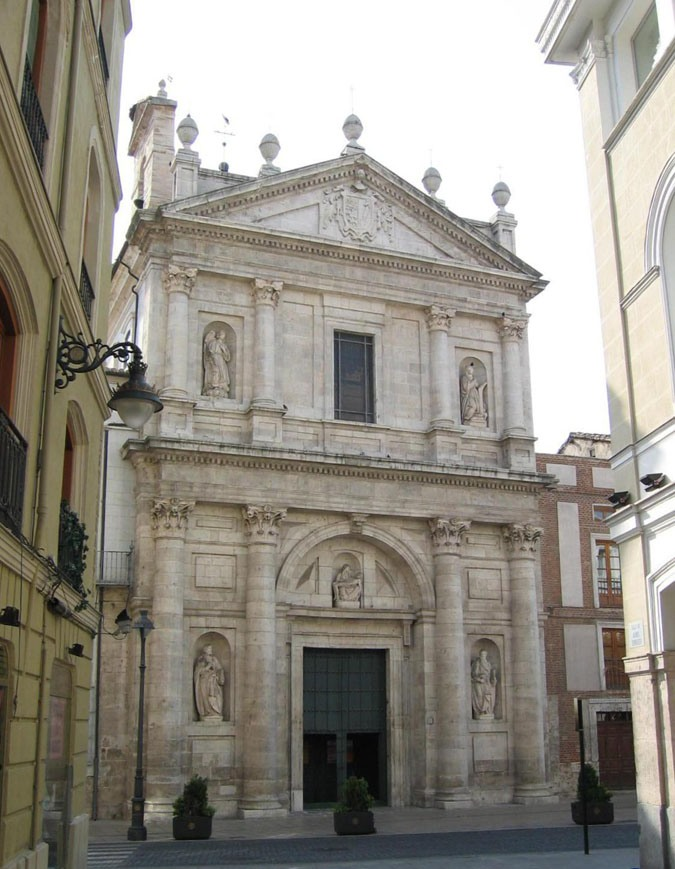
Kościół Naszej Pani od Smutków (Nuestra Señora de las Angustias), budowa 1597-1604.
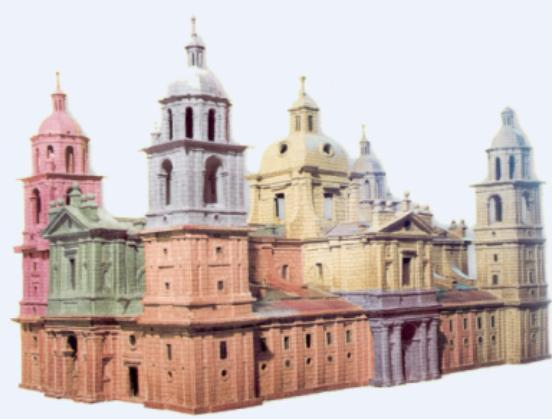
Rekonstrukcja projektu katedry w Valladolid autorstwa Juana de Herrera.
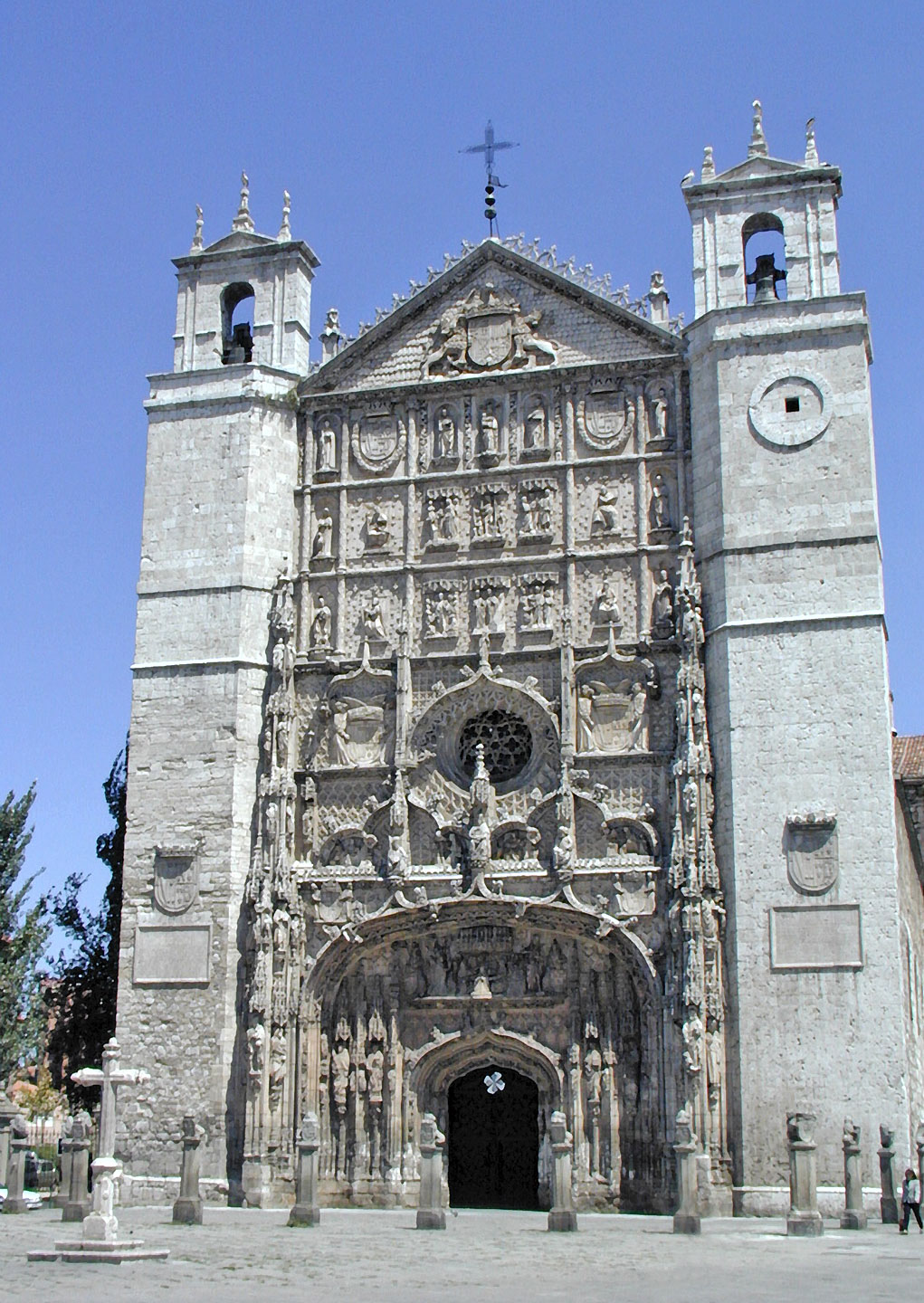
Kościół klasztorny św. Pawła. Wieże zbudował z inicjatywy Lermy architekt Francisco de Mora, pocz. XVII w.
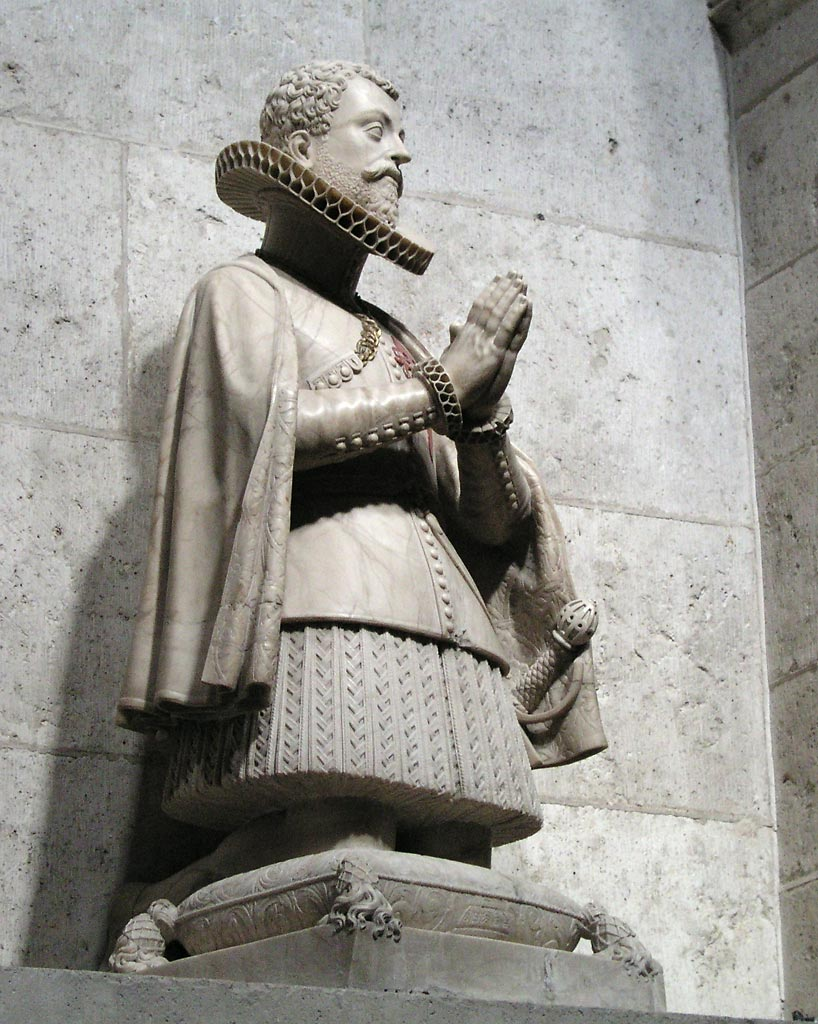
Posąg grobowy Antonio Cabeza de Vaca, Pedro de la Cuadra, ok. 1600.
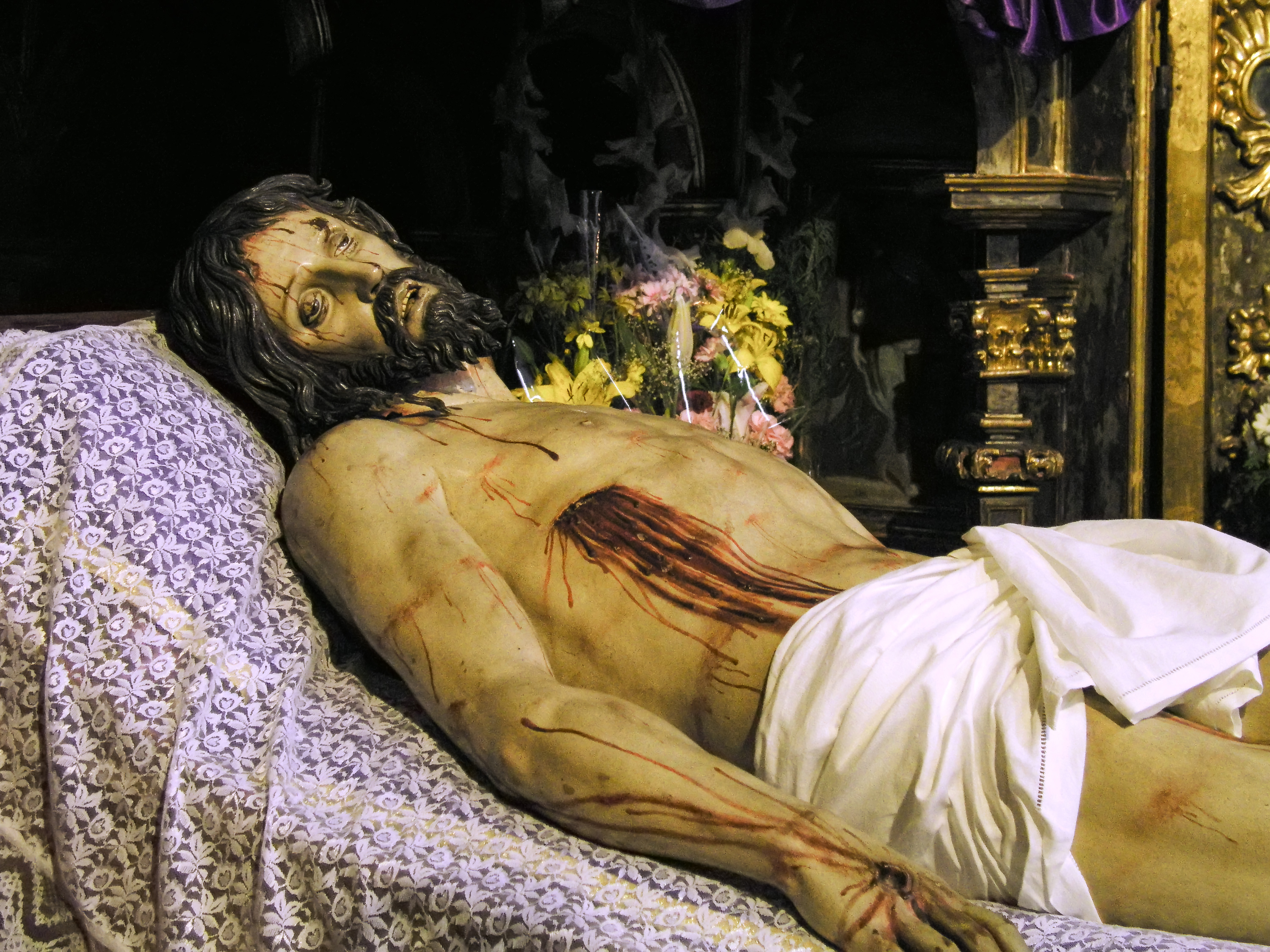
Rzeźba Cristo yacente autorstwa Gregorio Fernándeza, pocz. XVII w.
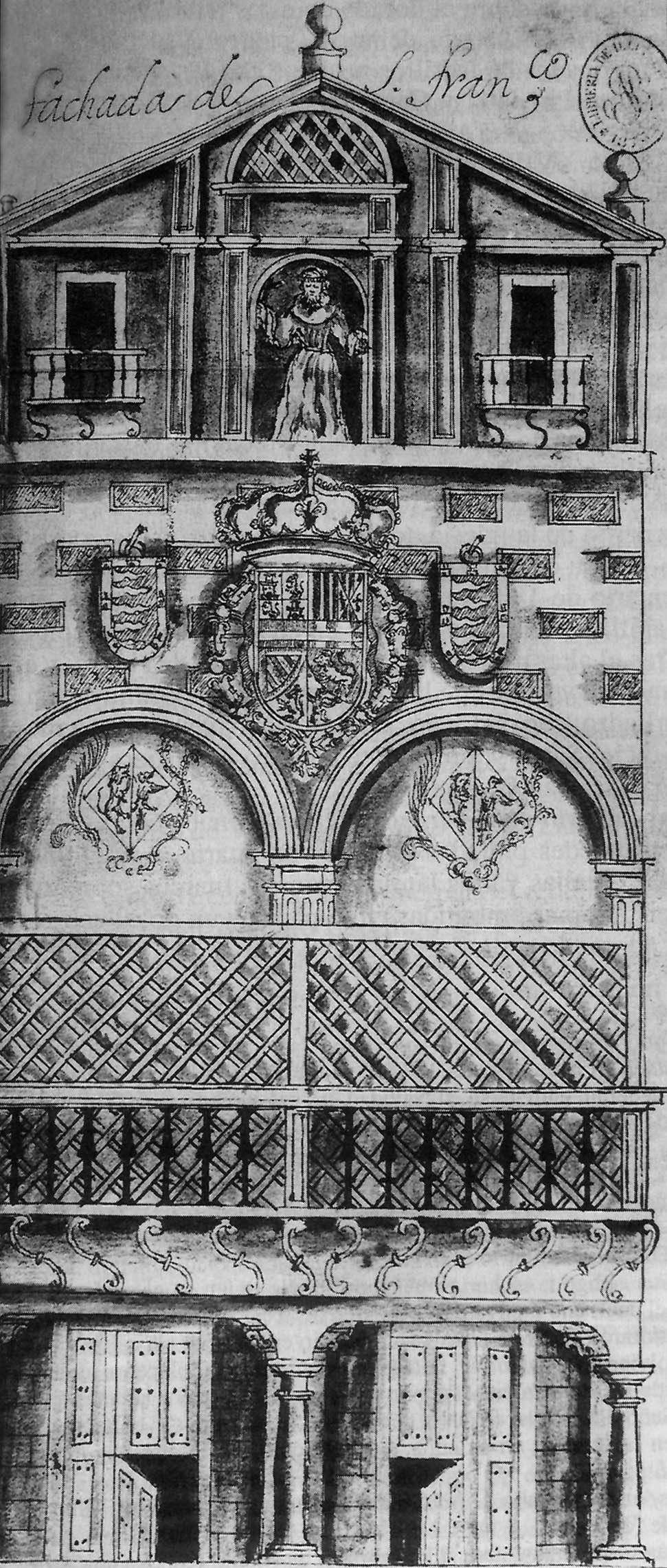
Fasada klasztoru św Franciszka (Convento de San Francisco) z kartuszem królewskim Filipa III.
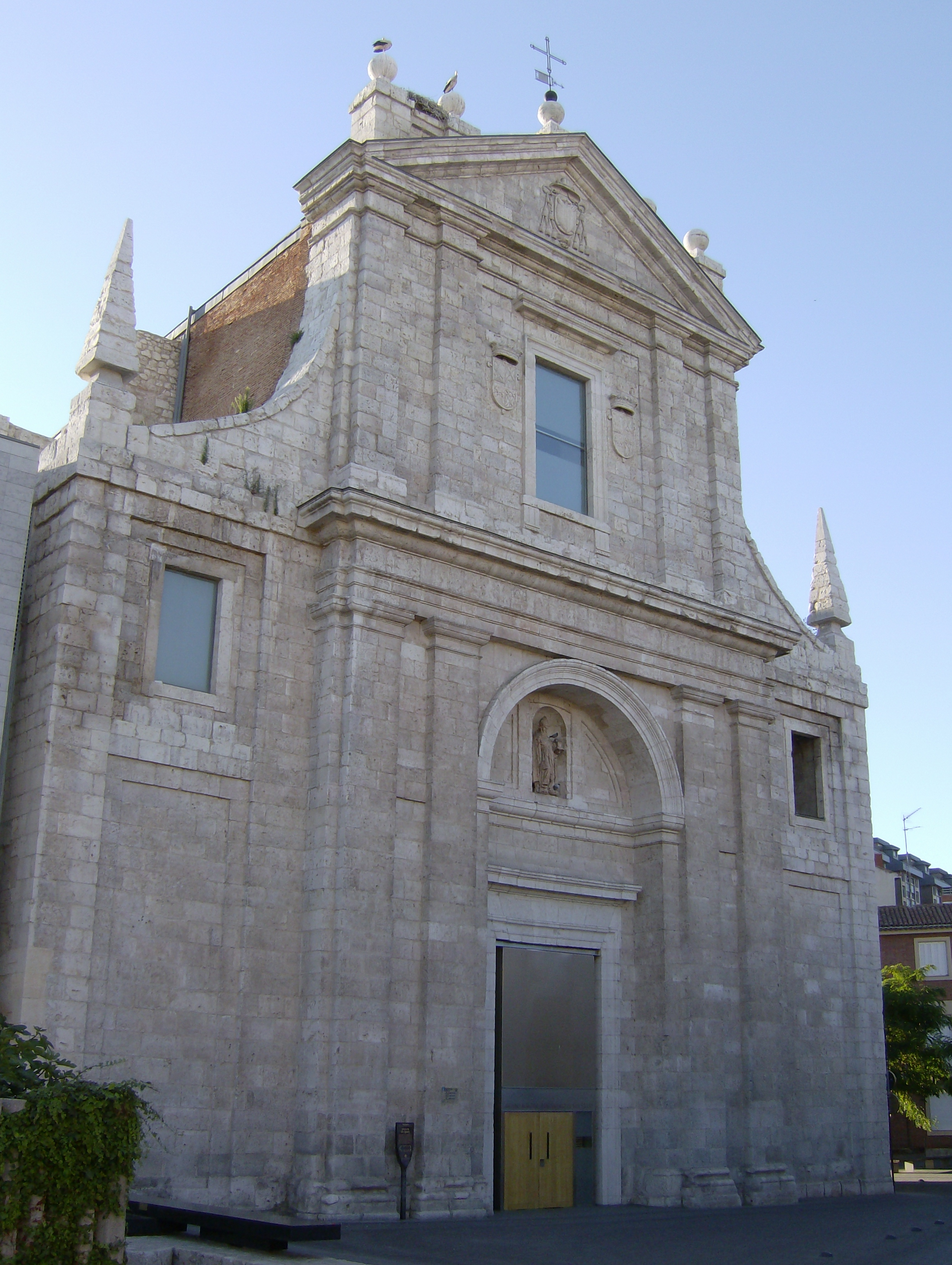
Kościół św. Augustyna (San Agustín), fasada 1550-1627 .
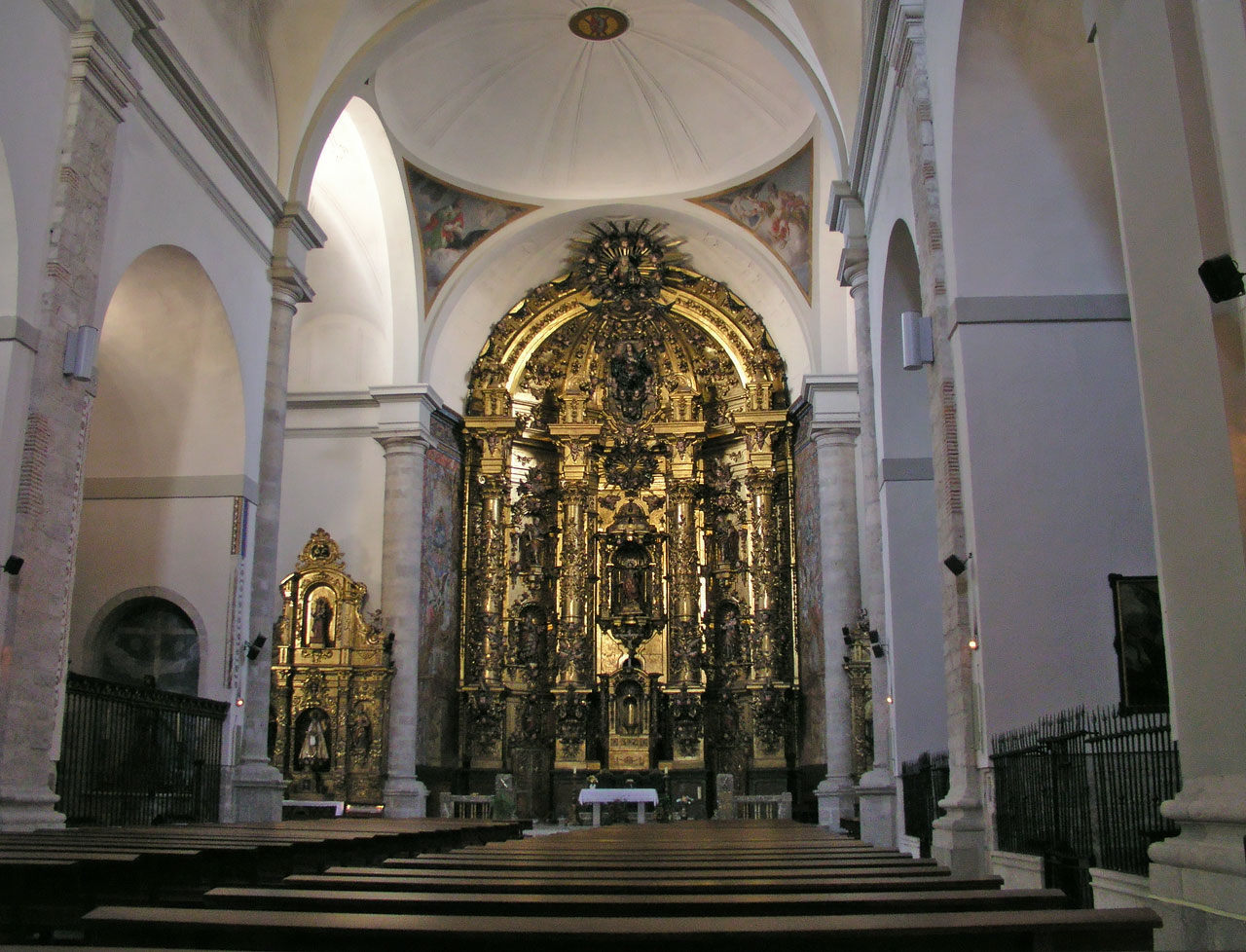
Wnętrze kościoła św. Andrzeja (San Andrés).
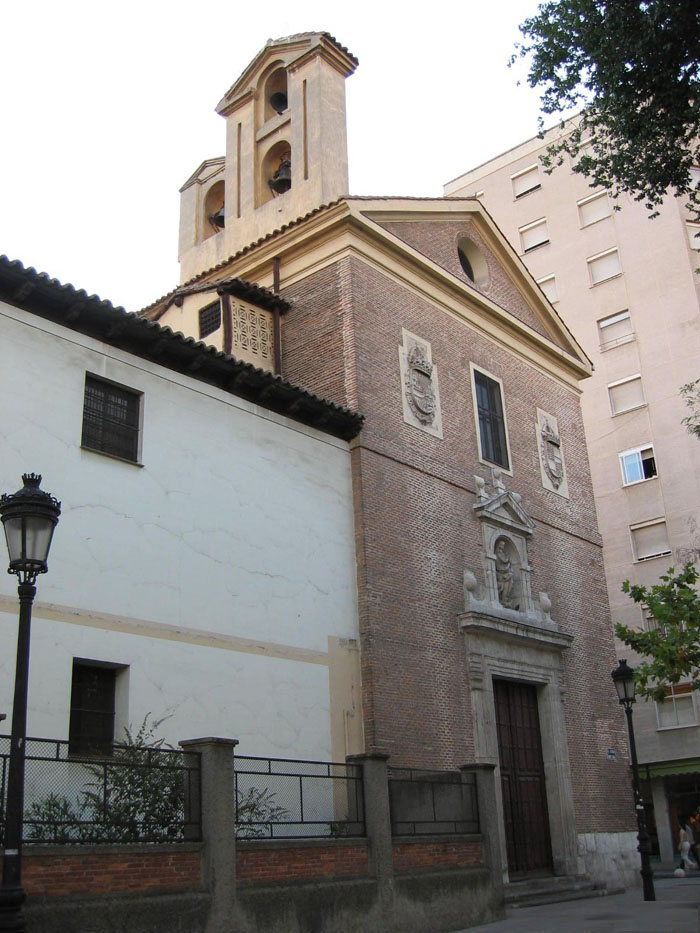
Klasztor Descalzas Reales powstały z fundacji Małgorzaty Austriackiej.
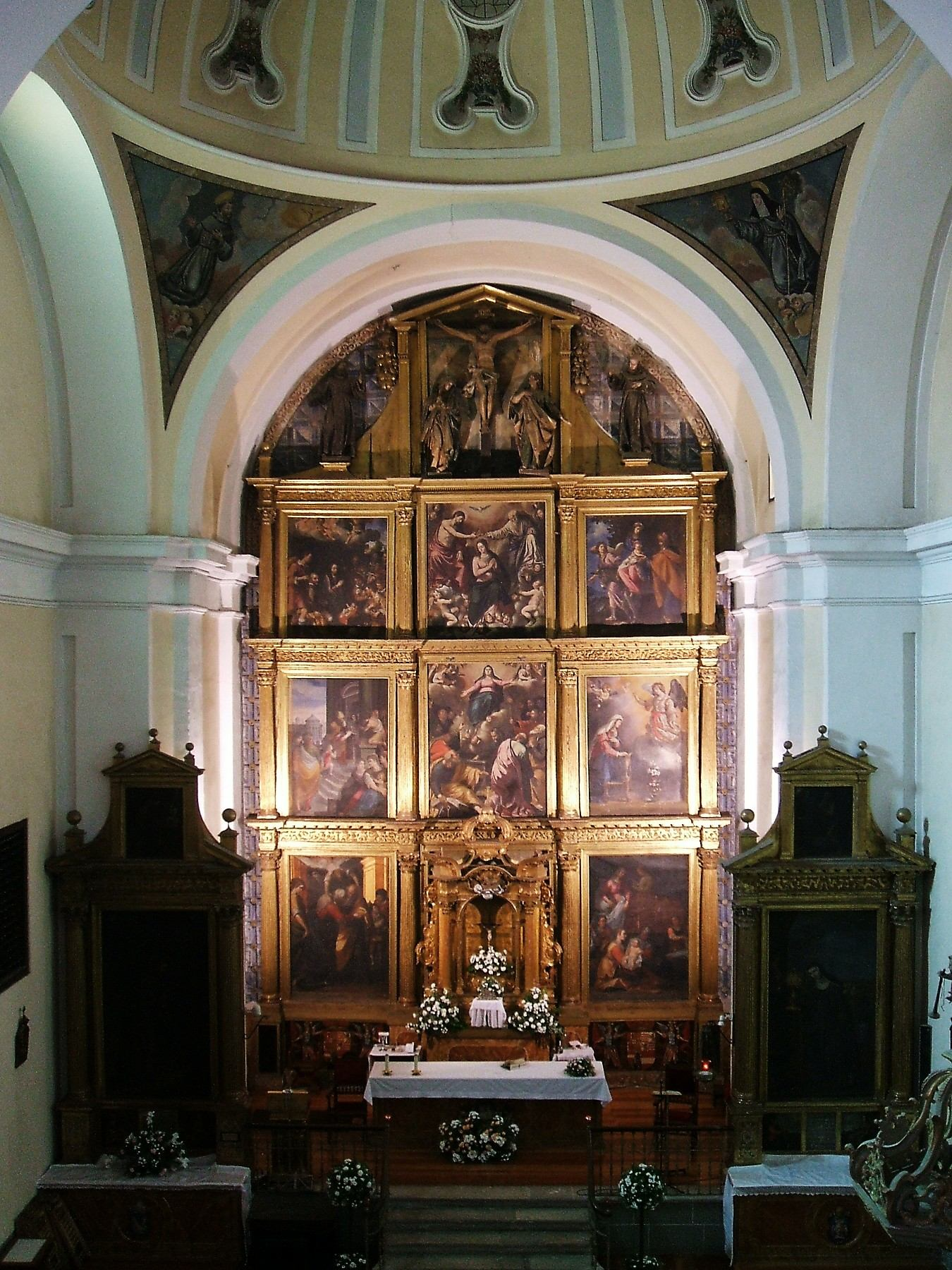
Ołtarz główny kościoła Descalzas Reales, pocz. XVII w.
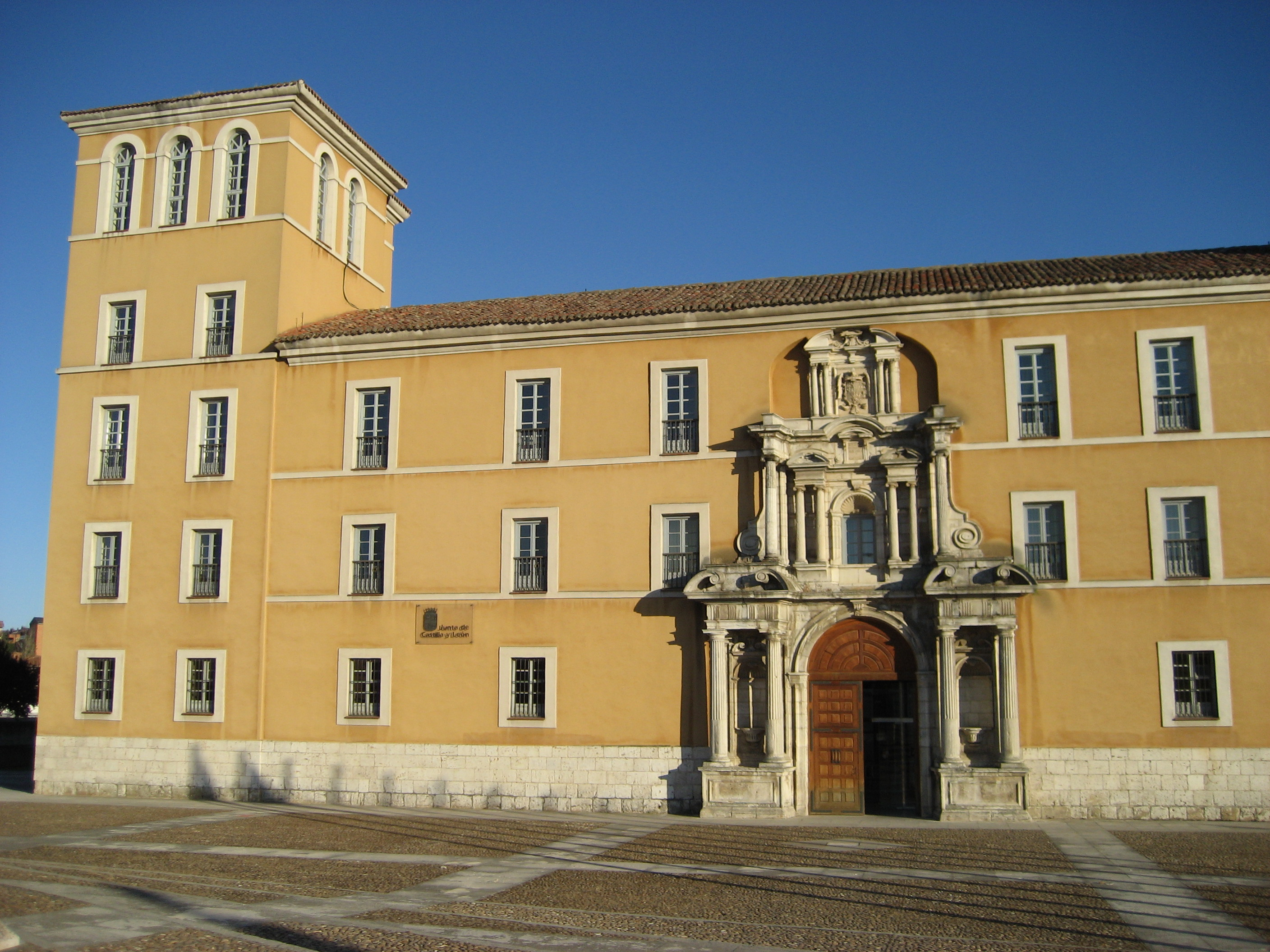
Klasztor Naszej Pani z Prado (Nuestra Señora de Prado), pocz. XVI/XVII w.
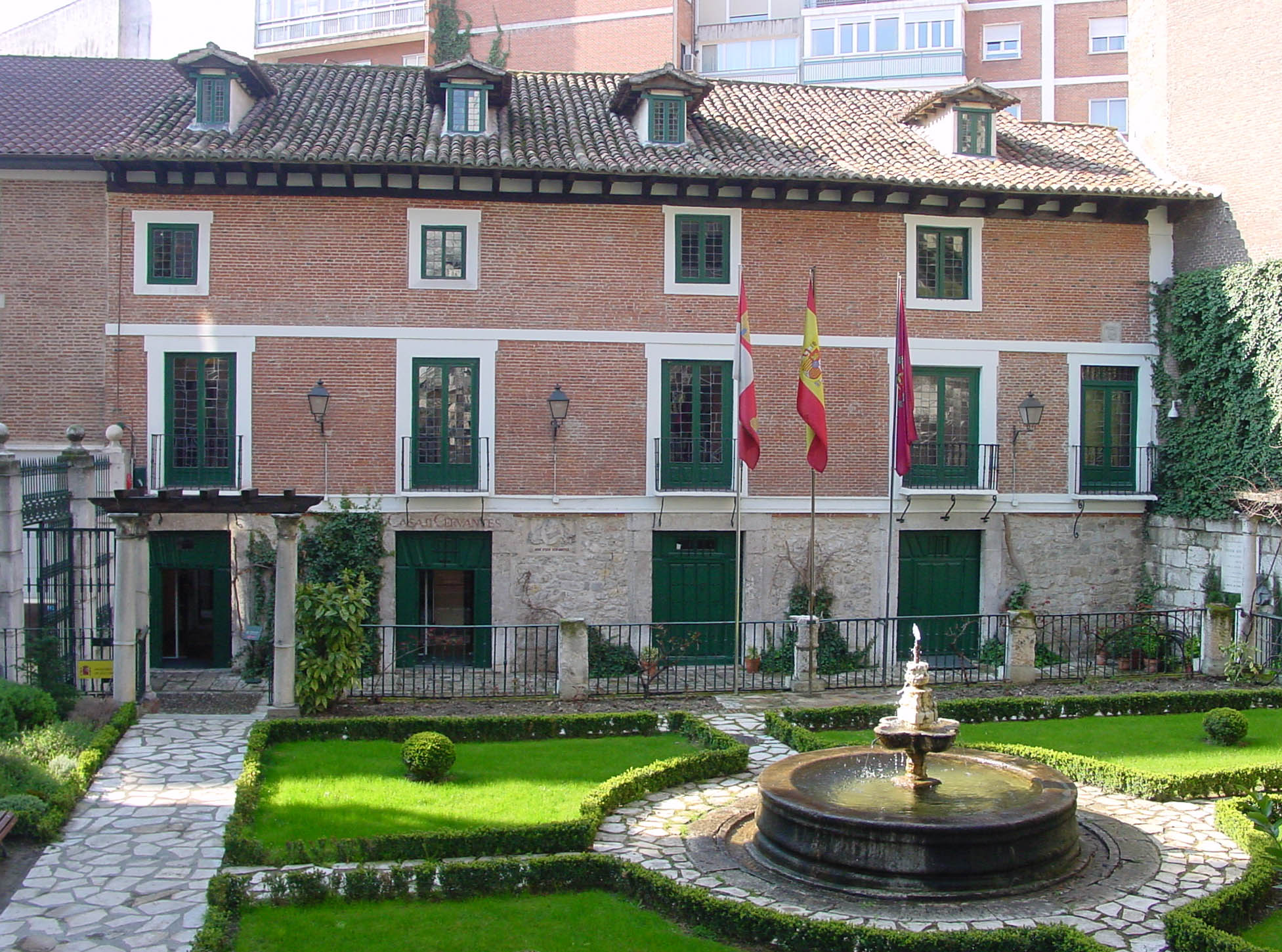
Dom Cervantesa, pocz. XVII w.
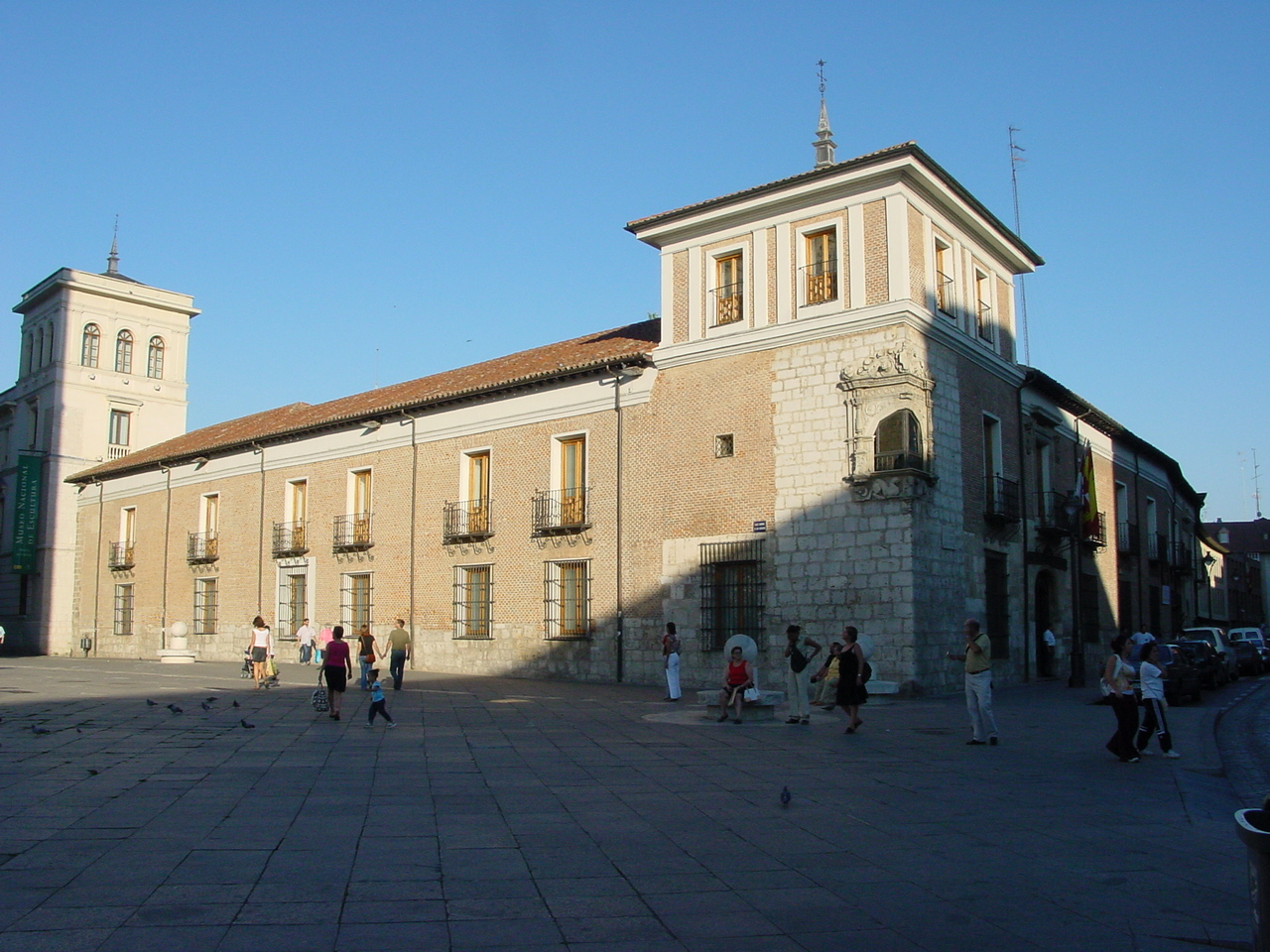
Palacio Pimentel, miejsce urodzenia Filipa II, XVI w.